# Liu Guoliang
Liu Guoliang (en xinès simplificat: 刘国梁; en xinès tradicional: 劉國樑;; pinyin: Liú Guóliáng) (Xinxiang, República Popular de la Xina 1976) és un jugador de tennis de taula, ja retirat, guanyador de quatre medalles olímpiques.

## Biografia
Va néixer el 10 de gener de 1976 a la ciutat de Xinxiang, població situada a la província de Henan.

## Carrera esportiva
Va participar, als 20 anys, en els Jocs Olímpics d'Estiu de 1996 realitzats a Atlanta (Estats Units), on aconseguí guanyar la medalla d'or en la prova individual masculina i en la prova de dobles masculins al costat de Kong Linghui. En els Jocs Olímpics d'Estiu del 2000 realitzats a Sydney (Austràlia) aconseguí guanyar la medalla de bronze en la prova individual i la medalla de plata en la prova de dobles masculins, novament fent parella amb Linghui.
Al llarg de la seva carrera ha guanyat 9 medalles en el Campionat del Món de tennis de taula, destacant sis ors.